# 阿根廷交通

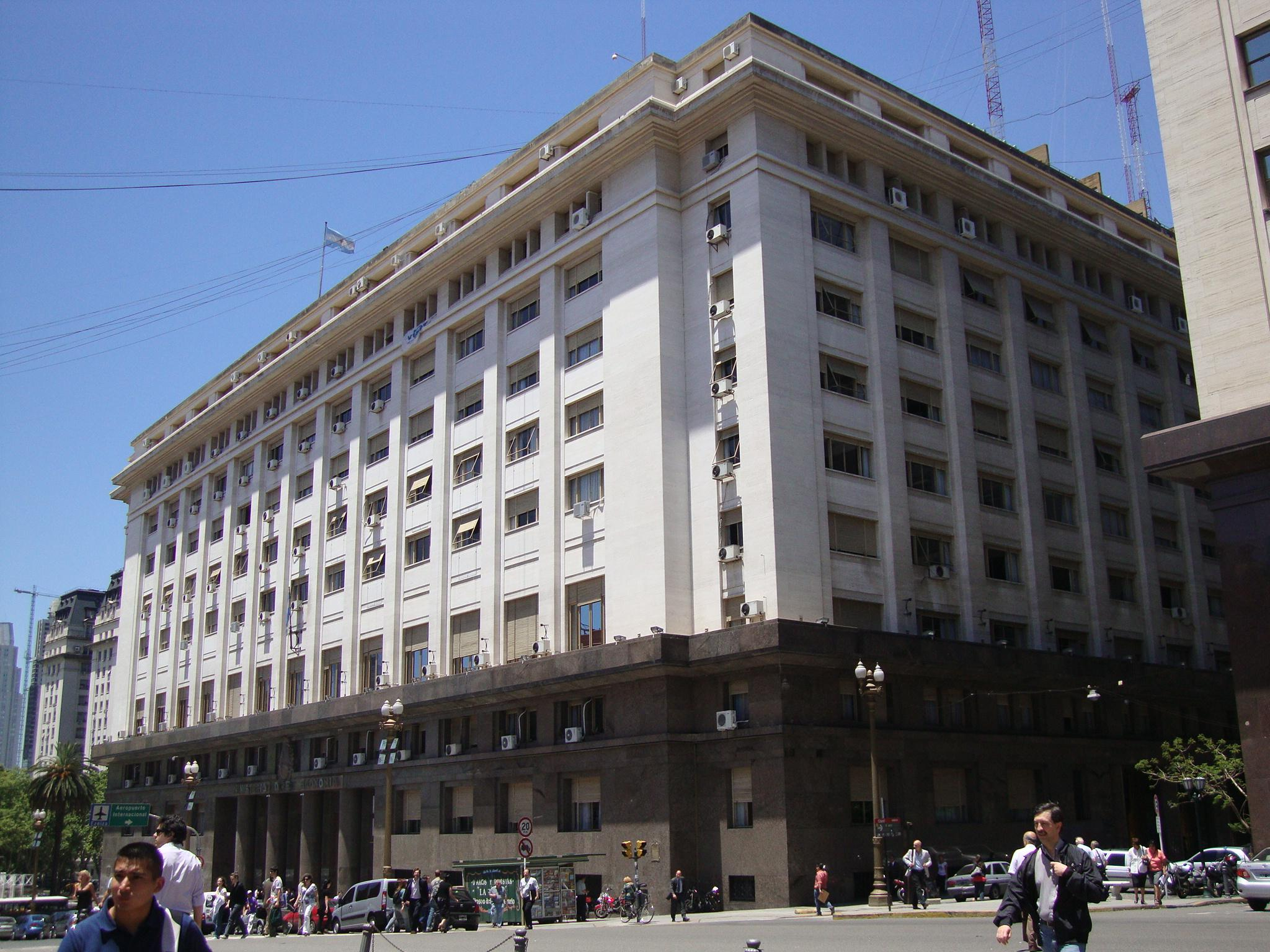
交通部 (阿根廷)总部，布宜诺斯艾利斯

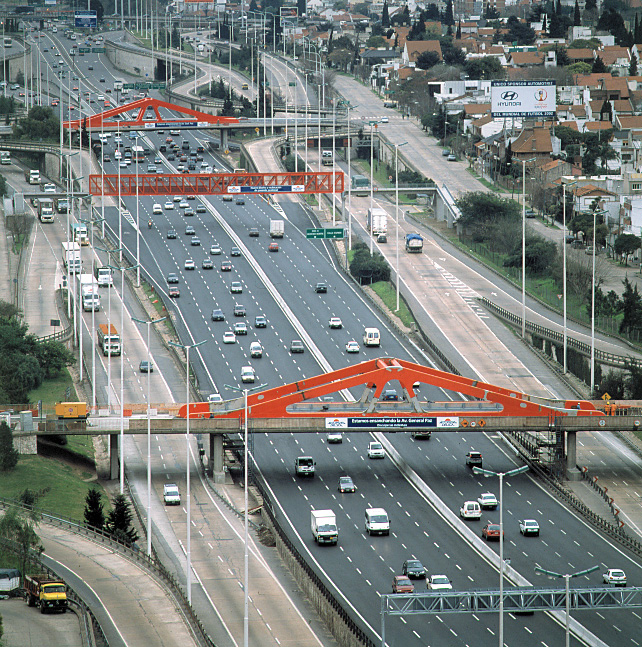
帕斯将军大道，布宜诺斯艾利斯的一条高速公路

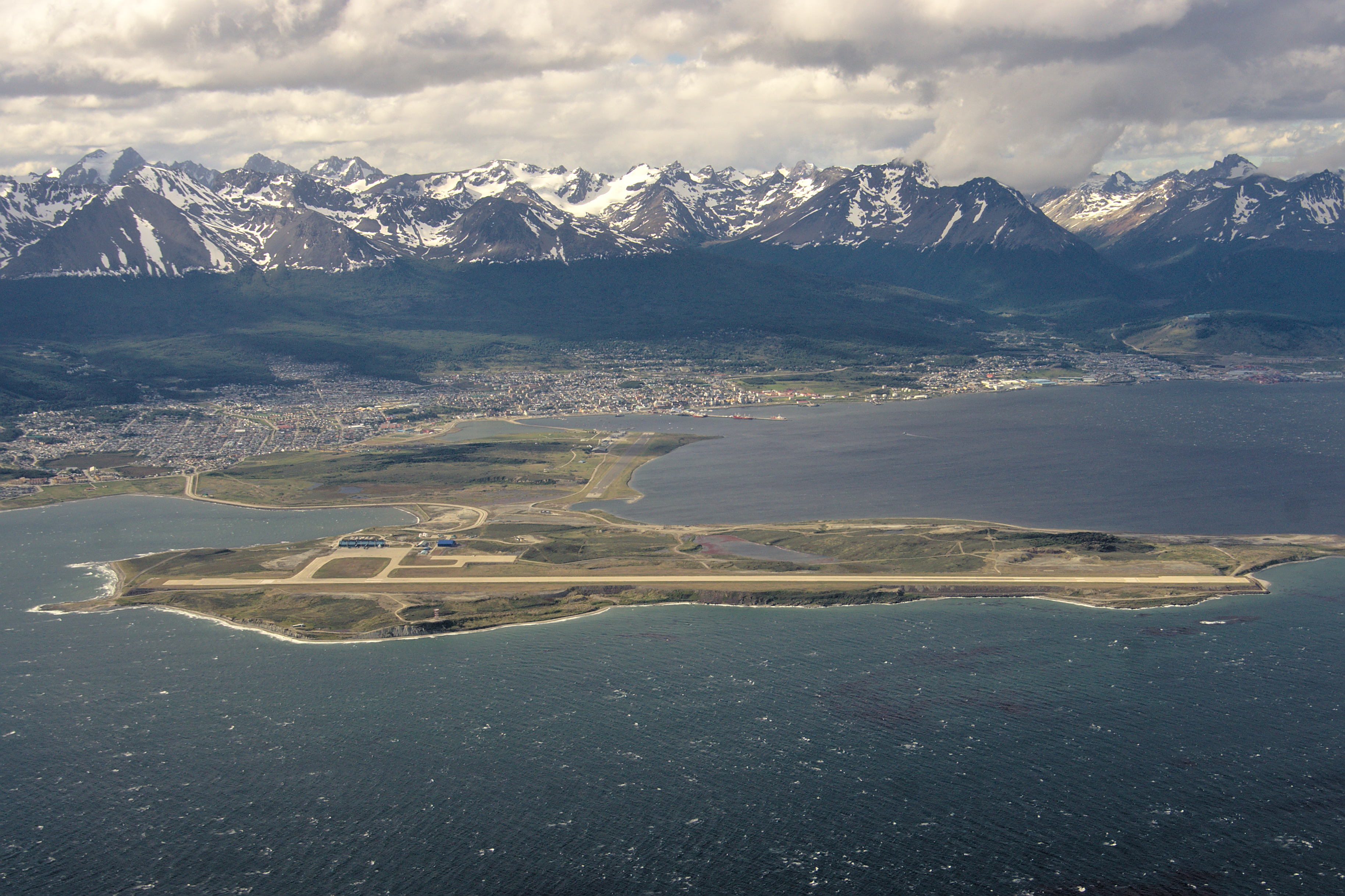
乌斯怀亚国际机场是阿根廷最南端的区域，是前往南极的通道。

阿根廷交通主要依靠複雜的公路網。客運巴士的費用相對廉價，並且公路交通也在貨運上發揮作用。布宜诺斯艾利斯和其他省份的首府（除乌斯怀亚和中等城市）由37,740公里的柏油公路连接。阿根廷同时还有600,000公里的城市街道。在城市里，主要的交通工具是公交车。布宜诺斯艾利斯还有一套地铁系统，也是全国唯一的地铁系统。在2021年，全国共有2,800公里的高速公路，其中大部分从首都布宜诺斯艾利斯出发前往罗萨里奥、科尔多瓦、圣菲、马德普拉塔和帕索-德洛斯利夫雷斯（巴西边界附近），同时还有从门多萨前往首都，以及在科尔多瓦和圣菲之间通行，以及其他地区。阿根廷车辆靠右行驶。
長距離鐵路客運現在已經並不重要，但在過去擁有重要地位。阿根廷铁路网络从1990年到初开始私有化。在2006年约有31,902公里的运营铁路线。全铁路系统总共有大约40,245公里，但在1963年、1977年和1990年，许多路段已被废弃。在重新國有化之後，阿根廷的鐵路客運和貨運交通有所恢復。水路运输广泛用于货物运输。阿根廷拥有约11,000公里的水路。水路网络由拉普拉塔河、巴拉那河、巴拉圭河和乌拉圭河组成。阿根廷进口的大部分产品都是通过海运到达。主要的港口有：布宜诺斯艾利斯、拉普拉塔-恩塞纳达、布兰卡港、Up-River的港口、马德普拉塔、奎昆-内科切阿、里瓦达维亚海军准将城、德塞阿多港、马德林港和乌斯怀亚。布宜诺斯艾利斯港在历史上是最重要的港口，但被称为Up-River的区域沿着巴拉那河汇集了17个港口，集中了该国出口总额的50%。
阿根廷還有一些國內和國際機場。鉴于存在的巨大需求，大布宜诺斯艾利斯共有2个航站楼。埃塞萨国际机场是全国最大的机场，距离布宜诺斯艾利斯35公里。阿根廷首都的直接降落机场是乔治·纽伯里机场，在那里接收大量国内和来自邻国航班。阿根廷航空于1990年被私有化，现在阿根廷政府手中，行使国内和国际航班。还有几家国内航空公司。主要的国际航空公司将布宜诺斯艾利斯作为其航线的最终目的地或强制中途停留地。

## 公共交通

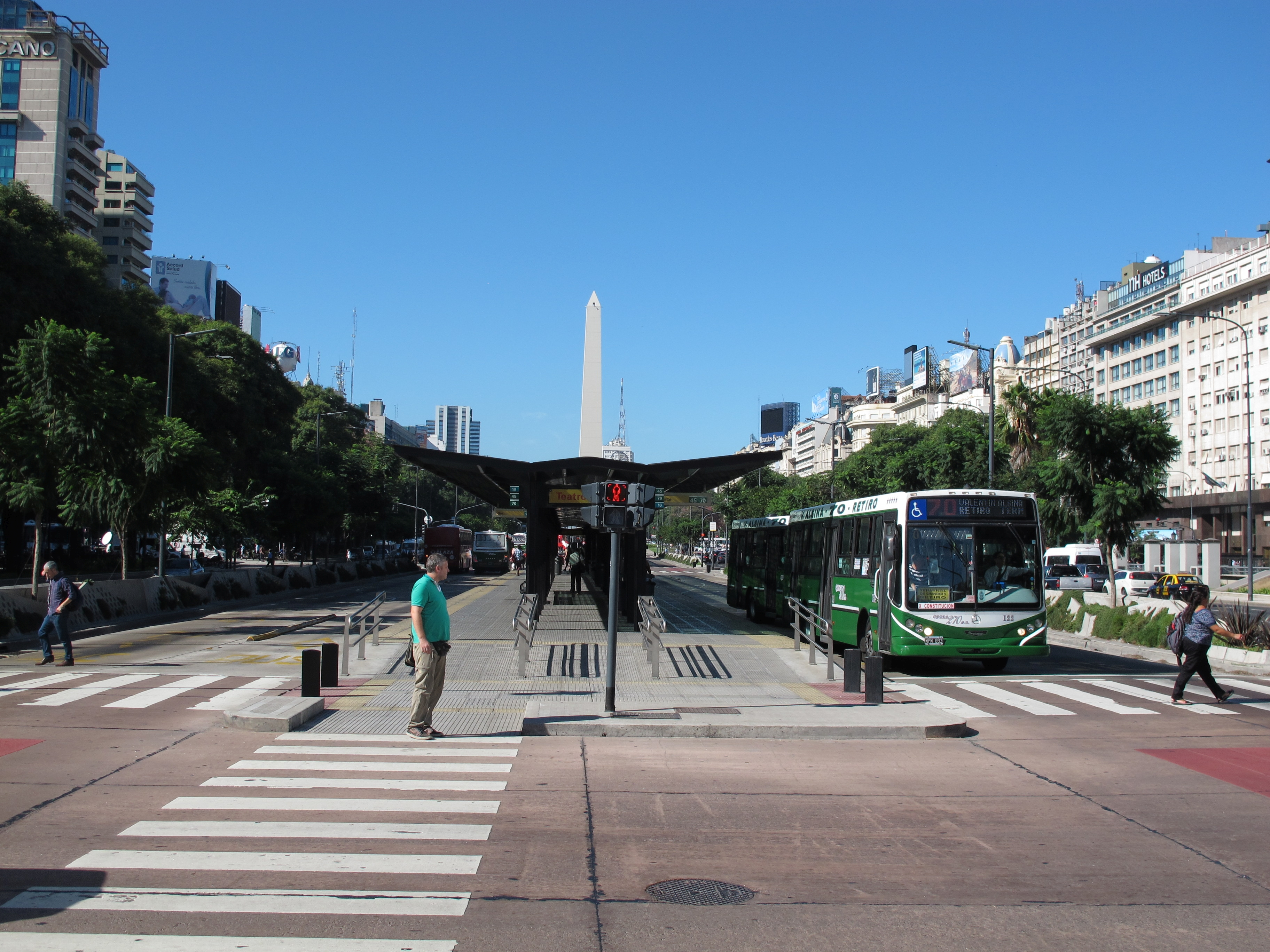
快速公交 (布宜诺斯艾利斯)

由于布宜诺斯艾利斯和罗萨里奥等城市的自行车道网络不断扩大，自行车在大城市变得越来越普遍。

### 公共汽车
公交车（Colectivo）通过多个路线覆盖城市，部分路线会跨越城市边界以进入都市区。公交线路由私营公司运营，而政府补贴车票价格。尽管如此，各公司声称其运营收入和补贴不足以抵消运营成本。同样，存在部分线路提供速度更快、票价更高的服务。近年来，布宜诺斯艾利斯市扩展其快速公交网络，以补充地铁网络。

### 出租车

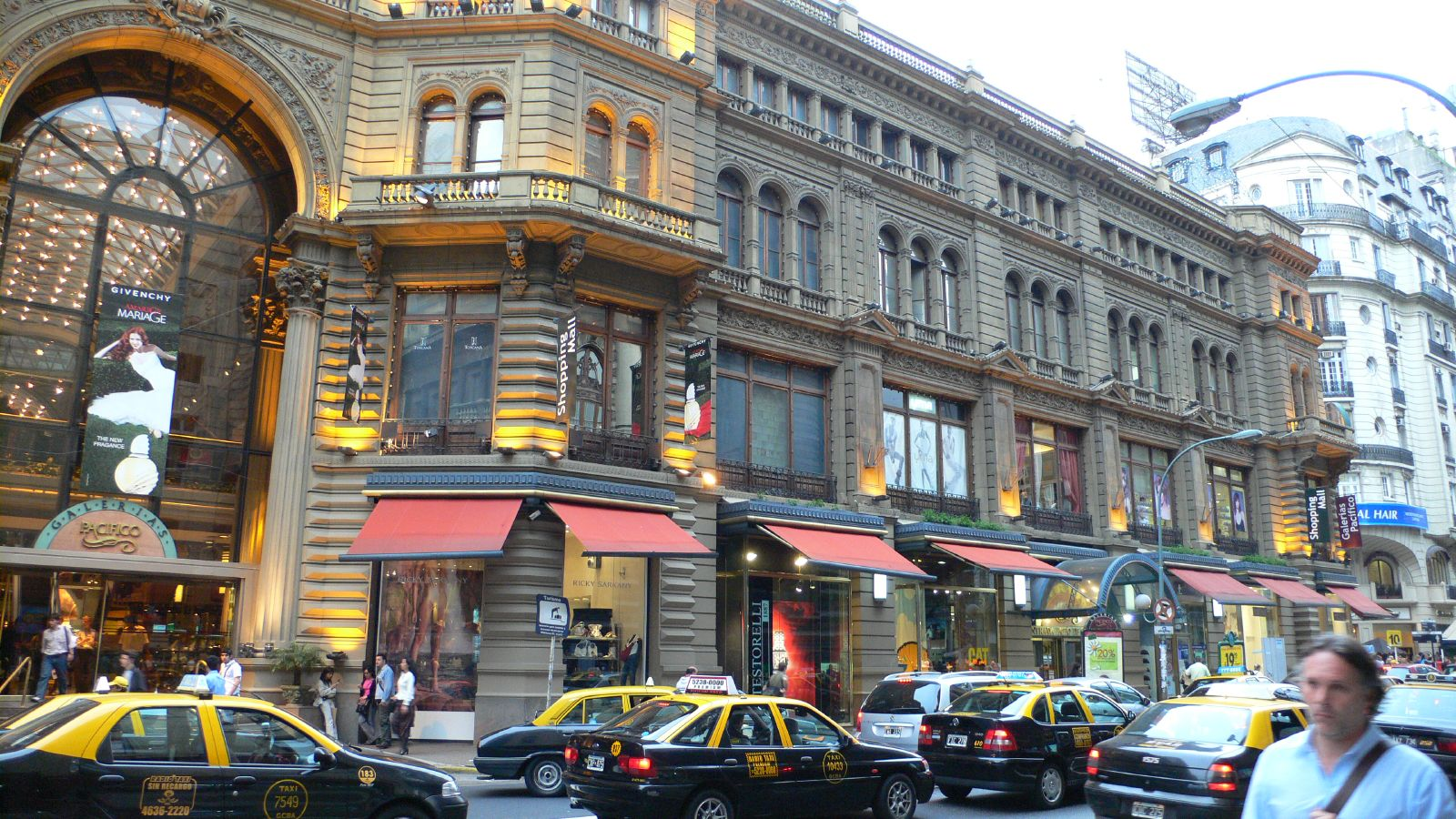
布宜诺斯艾利斯出租车

出租车在不同的城市有不同的颜色和票价，但对比强烈的黑黄色设计在大都市中很常见。呼叫出租车公司（radio-taxis）很普遍，同时存在另一种名为Remís，其形式类似呼叫出租车，但没有共同的标志，且行程票价是事先约定的，而非使用仪表。

### 通勤铁路

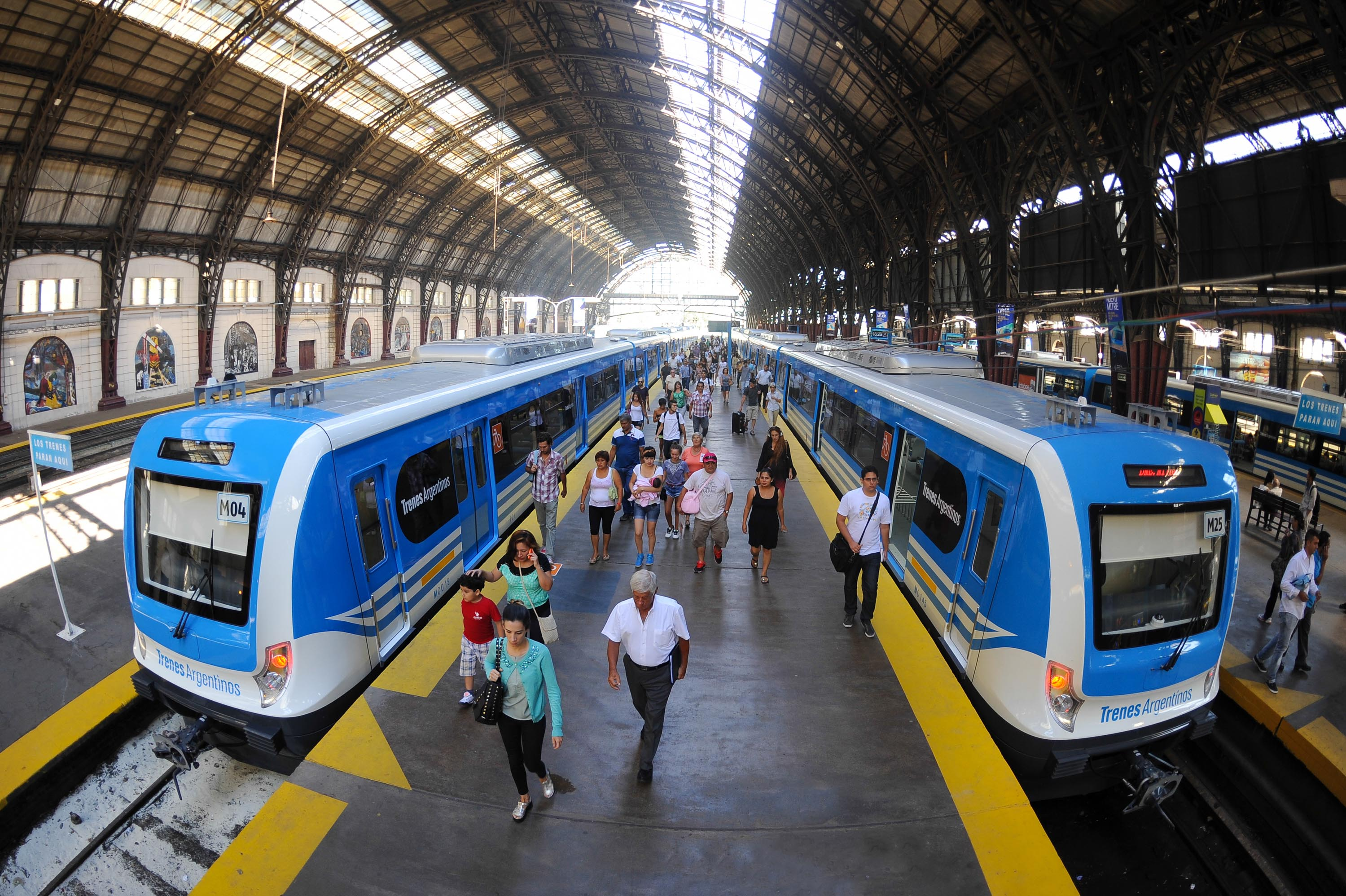
CSR trains operated by Trenes Argentinos at Retiro railway station.

布宜诺斯艾利斯大都市区内使用布宜诺斯艾利斯通勤铁路连接。每个工作日，超过140万人通勤前往阿根廷首都工作或处理其他事务。这些市郊列车的运营时间为凌晨4点至1点。最繁忙的线路已电气化，部分线路正在电气化改造。近几年，布宜诺斯艾利斯铁路、费罗维亚斯铁路、Metrovías等私营公司运营市域铁路。然而随着这些服务的翻新和国有化，多家公司合同终止或被并入阿根廷铁路公司，但仍存在私营铁路线。
阿根廷其他城市如雷西斯滕西亚、巴拉那和门多萨拥有区域铁路。科尔多瓦正计划建设通勤铁路，以补充现有的山脉铁路。

### 地铁

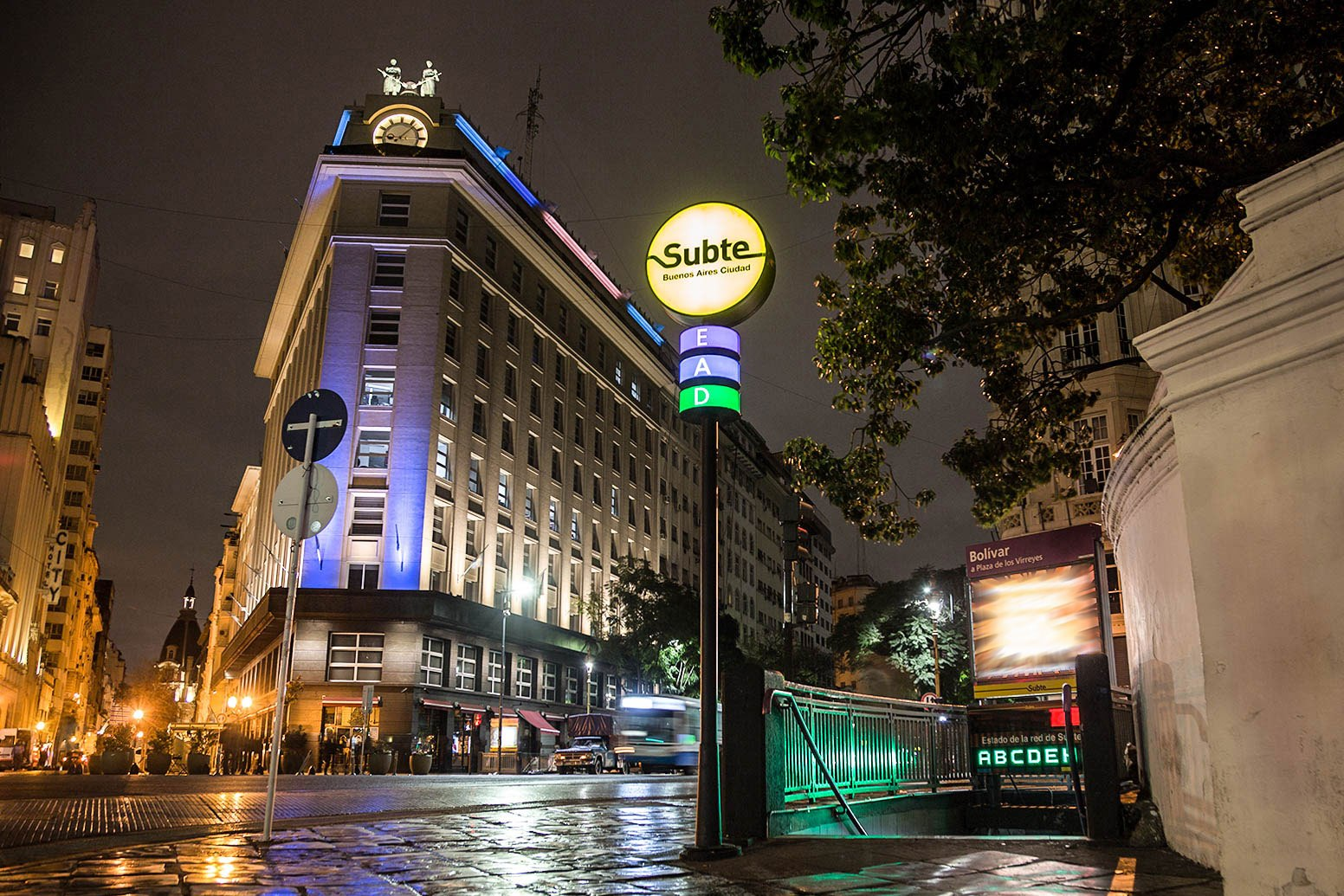
布宜诺斯艾利斯地铁站入口

布宜诺斯艾利斯是阿根廷唯一拥有地铁的城市。科尔多瓦正计划建设科尔多瓦地铁。
布宜诺斯艾利斯地铁有着6条线路，分别是A线、B线、C线、D线、E线和H线，且计划增设3条线路。布市地铁系统还包括有轨电车准地铁。布宜诺斯艾利斯地铁的大部分线路连接市中心和市郊区，但未延伸至大布宜诺斯艾利斯。

### 有轨电车

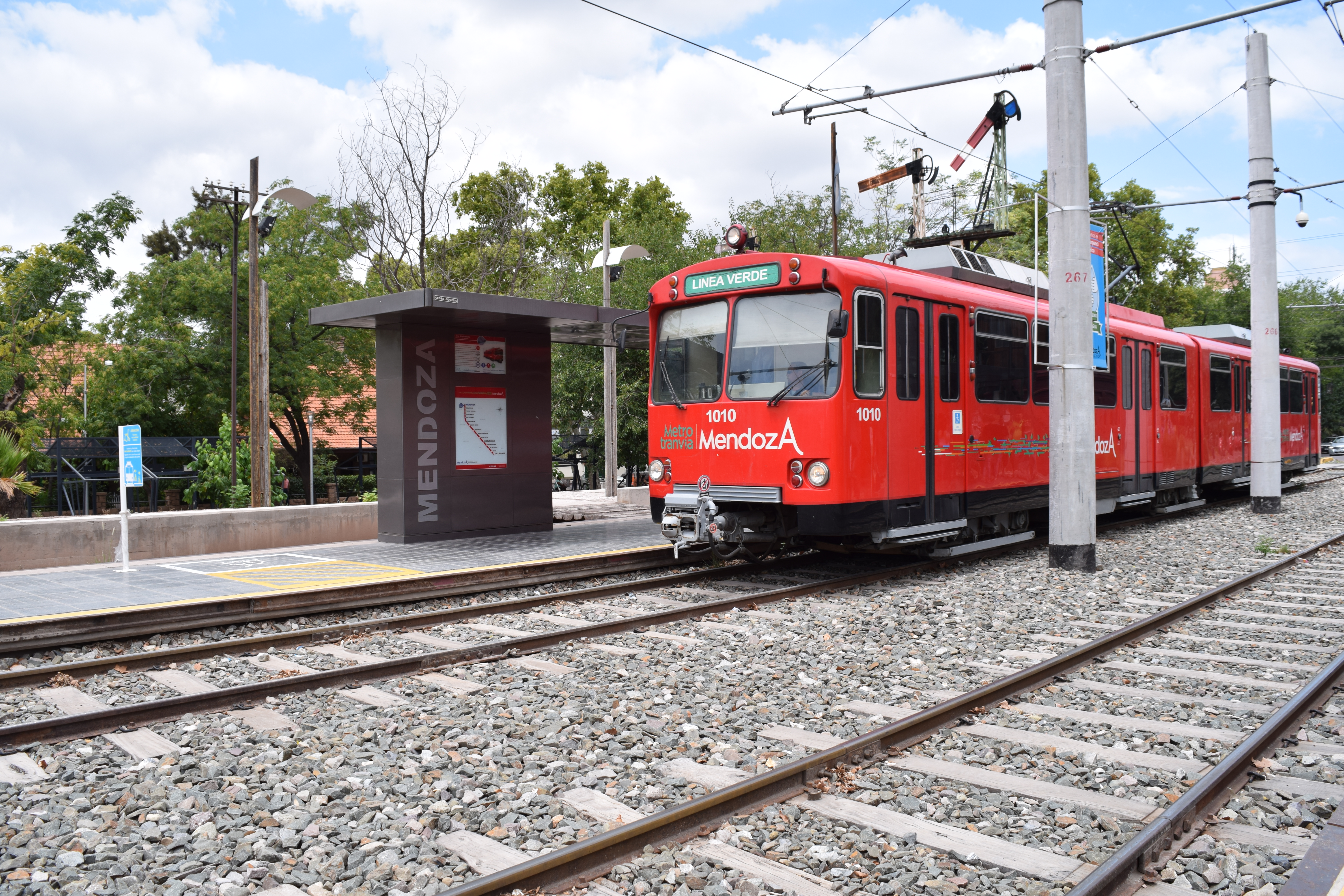
门多萨有轨电车

在阿根廷，有轨电车曾经很常见，但在20世纪60年代逐渐退场。1987年，布宜诺斯艾利斯准地铁作为地铁系统的支线开通。1996年连接巴托洛梅·米特雷车站和蒂格雷的海岸轻轨开通。2007年，马德罗港有轨电车开通，全场2公里，使用法国阿爾斯通Citadis，但由于客流下降，于2012年关闭。
在布宜诺斯艾利斯曾有着875公里长的有轨电车网络，获得过“有轨电车之城”的美誉。到了20世纪60年代，该电车网络逐渐被拆除并被公家车所取代。现在布宜诺斯艾利斯旧式有轨电车由爱好者维护，每周末在布市地铁A线第一执政委员会站附近运行。
门多萨市也有自己的有轨电车系统，称为门多萨轻轨，共有16个车站，连接该市及其周边地区。其他如巴拉那和拉普拉塔使用阿根廷产TecnoTren铁路巴士。圣地亚哥-德尔埃斯特罗正架设高架轻轨系统。

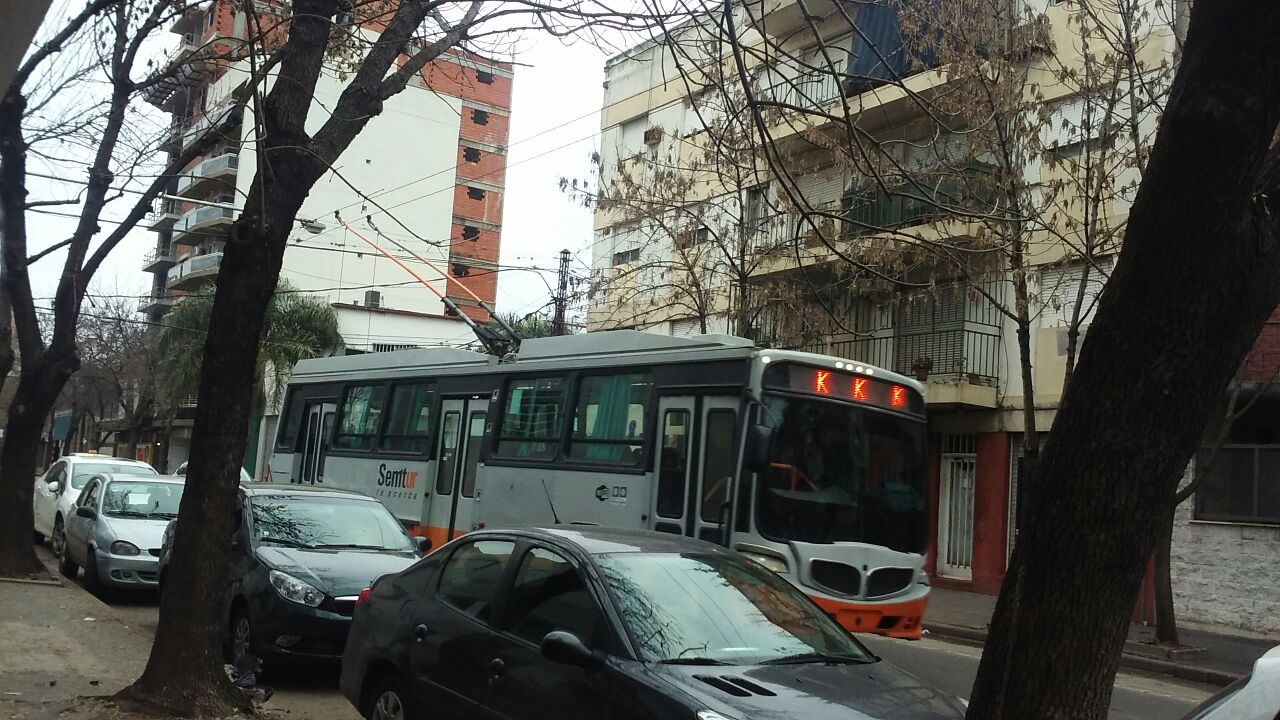
罗萨里奥是阿根廷唯三有着无轨电车的城市

在科尔多瓦、门多萨和罗萨里奥正在运营无轨电车。

## 道路交通

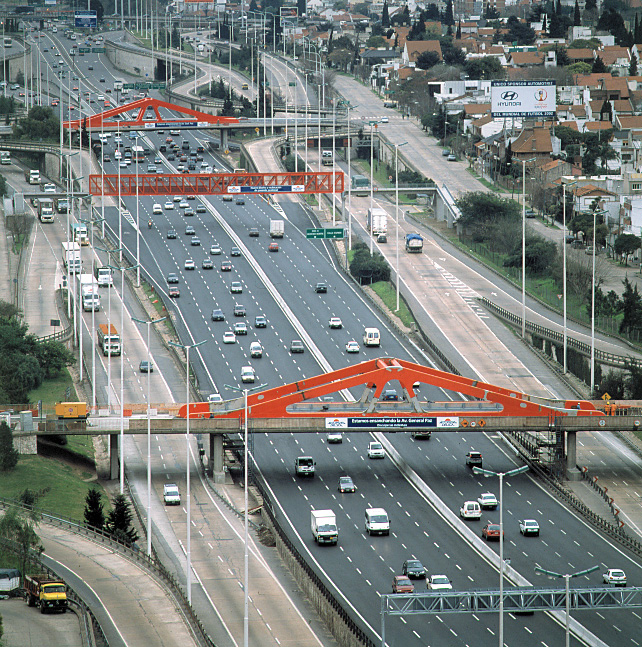
The Avenida General Paz beltway freeway was first opened to the public in 1941.

阿根廷国土长近4000公里，宽逾1000公里，多条收费高速公路从布宜诺斯艾利斯延伸，触及全国近一半的人口。尽管阿根廷的大部分公路是双车道的国道和省道总计230,000公里，然而只有不到三分之一是受到维护。
在1929年，阿根廷的汽车保有量已超过40万辆，但当时几乎所有长途旅行都依赖于该国庞大的铁路网，阿根廷缺乏公路建设计划。1932年国家公路管理局成立。最初通过汽油消费税，取得了一些重要成就，例如1951年开通了200公里长的圣菲-罗萨里奥高速公路。
现在阿根廷约有920万注册轿车、卡车和公共汽车。按人均计算，阿根廷是拉丁美洲机动车普及率最高的国家。阿根廷在1945年前左侧行驶，此后改为右侧行驶。
高速公路连接着绝大多数阿根廷重要城市，最为重要的有泛美公路国道9号。阿根廷最长的不间断高速公路有沿着安第斯山脉的国道40号和连接布宜诺斯艾利斯和乌斯怀亚国道3号，